# Ingo
Ingo ist ein männlicher Vorname.

## Herkunft und Bedeutung
Er leitet sich ab von Ingwio, dem Namen des Stammesgottes des germanischen Volkes der Ingväonen.
Ingo ist die Kurzform von Vornamen wie Ingolf, dem Namen von Ingwios Wegbegleiter (einem Kompositum mit althochdeutsch wolf für „Wolf“, heute gelegentlich auch als Ingo-Wolf zu finden), Ingobald (mit althochdeutsch baldo für „mutig“, „kühn“), Ingomar (mit althochdeutsch mar für „verkünden“ oder „berühmt“) und Ingobert (wie Ingbert Komposition mit althochdeutsch beraht für „glänzend“).
Für Katholiken ist der Namenspatron Sankt Ingbert, als dessen Todestag der 22. Oktober 650 gilt.
Der Schriftsteller Gustav Freytag hat mit dem Eröffnungsroman Ingo und Ingraban seines Romanzyklus Die Ahnen (1872–1880) sehr zur Bekanntheit des Namens beigetragen.

## Namensträger
- Ingo Abel (* 1966), deutscher Schauspieler und Sprecher
- Ingo Ahmels (* 1959), deutscher Musiker, bildender Künstler, Klanginstallateur und Publizist
- Ingo Ahrens (* 1971), deutscher Handballspieler
- Ingo Albrecht (* 1959), deutscher Synchronsprecher und Schauspieler
- Ingo Althöfer (* 1961), deutscher Mathematiker, Informatiker und Spiele-Erfinder
- Ingo Anderbrügge (* 1964), deutscher Fußballspieler
- Ingo Appé (* 1957), österreichischer Politiker
- Ingo Appelt (Bobfahrer) (* 1961), österreichischer Bobfahrer
- Ingo Appelt (* 1967), deutscher Kabarettist und Komiker
- Ingo Aulbach (* 1962), deutscher Fußballspieler
- Ingo Autenrieth (* 1962), deutscher Mediziner
- Ingo Baerow (1931–2023), deutscher Schauspieler und Synchronsprecher
- Ingo Balderjahn (* 1952), deutscher Mediziner
- Ingo von Bredow (1939–2015), deutscher Regattasegler, Weltmeister
- Ingo Brohl (* 1976), deutscher Politiker (CDU), Landrat von Wesel
- Ingo Cesaro (* 1941), deutscher Schriftsteller
- Ingo Dubinski (* 1963), deutscher Fernsehmoderator
- Ingo Držečnik (* 1971), deutscher Verleger
- Ingo Euler (* 1971), deutscher Ruderer
- Ingo Flemming (* 1968), deutscher Politiker
- Ingo Froböse (* 1957), deutscher Sportwissenschaftler
- Ingo Glass (1941–2022), deutscher Bildhauer
- Ingo Günther (Künstler) (1957), deutscher Künstler
- Ingo Hanselmann, deutscher Fußballspieler
- Ingo Hasselbach (* 1967), deutscher Neonazi-Aussteiger und Autor
- Ingo Hoffmann (* 1953), brasilianischer Automobilrennfahrer
- Ingo Holland (1958–2022), deutscher Koch und Unternehmer
- Ingo Horst (* 1977), deutscher Orientierungsläufer
- Ingo Insterburg (1934–2018), deutscher Komödiant
- Ingo Kantorek (1974–2019), deutscher Schauspieler und Model
- Ingo Kleist (1938–2024), deutscher Politiker
- Ingo König (* 1934), deutscher Agrarwissenschaftler
- Ingo Krumbiegel (1903–1990), deutscher Mammaloge, Arzt und Tierrechtsaktivist
- Ingo Kühl (* 1953), deutscher Maler, Zeichner, Bildhauer und Architekt
- Ingo Lang von Langen (1895–1979), deutscher Jurist und Beamter
- Ingo Langner (* 1951), deutscher Autor, Filmemacher und Publizist
- Ingo Lenßen (* 1961), deutscher Rechtsanwalt und Schauspieler
- Ingo Maurer (1932–2019), deutscher Designer
- Ingo Metzmacher (* 1957), deutscher Dirigent
- Ingo Naujoks (* 1962), deutscher Schauspieler
- Ingo Neuhaus (* 1969),  US-amerikanischer Schauspieler
- Ingo Nommsen (* 1971), deutscher Journalist, Fernsehmoderator und Veranstaltungsmoderator
- Ingo Oschmann (* 1969), deutscher Komödiant
- Ingo Pohlmann (* 1972), deutscher Musiker
- Ingo Rehberg (* 1954), deutscher Physiker und Hochschullehrer
- Ingo Reidl (* 1961), deutscher Komponist
- Ingo Ruff (* 1965), deutscher Moderator und Ansagensprecher
- Ingo B. Runnebaum (* 1961), deutscher Mediziner und Hochschullehrer
- Ingo Schmoll (* 1970), deutscher Moderator
- Ingo Schultz (* 1975), deutscher Leichtathlet
- Ingo Schulze (Autor) (* 1962), deutscher Schriftsteller
- Ingo Siegner (* 1965), deutscher Schriftsteller und Illustrator
- Ingo Sommer (* 1942), deutscher Architekturhistoriker und Hochschullehrer
- Ingo Steuer (* 1966), deutscher Eiskunstläufer
- Ingo Stützle (* 1976), deutscher Politikwissenschaftler
- Ingo Tebje (* 1972), deutscher Gewerkschaftssekretär und Politiker
- Ingo Vogl (* 1970), österreichischer Kabarettist
- Ingo Wellenreuther (* 1959), deutscher Politiker und Sportfunktionär
- Ingo Wolf (* 1955), deutscher Politiker
- Ingo Zamperoni (* 1974), deutscher Fernsehmoderator und Journalist